# Морская держава (журнал)
Морская держава (укр. Морська держава) — журнал ВМС Украины, посвящённый проблеме развития военного и гражданского флота. Журнал выходил на украинском языке.

## История
Свидетельство о регистрации в Государственном комитете информационной политики Украины журнал получил 10 июля 2002 года. Первый номер журнала вышел 5 марта 2003 года тиражом в 2,5 тысячи экземпляров. Учредителем газеты стал коллектив редакции газеты ВМС Украины «Флот Украины», базирующейся в Севастополе. Главным редактором нового издания выступил капитан 1-го ранга Павел Шунько. «Морская держава» печаталась в Киеве при поддержке директора государственного издательства «Пресса Украины» В. Г. Олейника.
По состоянию на 2008 год журнал выходил раз два месяца, имел тираж в 1 тысячу экземпляров и объём в 64 страницы. Фактическое финансирование на 2009 год составляло 35 тысяч гривен, а к следующему оно было увеличено до 52 тысяч гривен.
После аннексии Крыма Россией редакция газеты «Флот Украины» и журнала «Флот Украины» перебазировалась в Одессу.

## Главные редакторы
- Шунько Павел, капитан 1-го ранга (с 2003 года)[1]